# Bex Taylor-Klaus
Bex Taylor-Klaus (Atlanta, Geòrgia, 12 d'agost de 1994) és una persona no-binària estatunidenca que es dedica a la interpretació, coneguda principalment pels seus papers a les sèries de televisió The Killing (2013), Arrow (2013–2015), House of Lies (2014), Scream (2015–2016) i Deputy (2020).

## Biografia
Taylor-Klaus va néixer en una família jueva formada per la seva mare Elaine, el seu pare David, el seu germà Josh i la seva germana Syd, ambdós més petits. En una entrevista va afirmar que els orígens de la seva família es trobaven a Cuba, Espanya i Israel.
Va començar a actuar interpretant Shakespeare en un programa extraescolar mentre estava a tercer de primària, i el teatre es va convertir en una part constant de les seves activitats extraescolars i d'estiu. També va actuar en un grup d'improvisació de secundària i van interpretar diversos papers abans d'acabar el batxillerat. Treballant amb amics, també va crear un grup d'actuació a l'institut per formar actors joves. A més de la interpretació, Taylor-Klaus va reeixir també com a esportista, primer com a catcher a l'equip de softbol de l'institut el primer any i després jugant també com a tercera base. A mitjans de 2012, Taylor-Klaus es va traslladar a Los Angeles per dedicar-se a la interpretació i allà va estudiar a la Bridges Academy.

## Trajectòria professional
El seu primer paper a nivell professional va ser el de Bullet, una adolescent lesbiana sense sostre l'escola de la qual ha estat el carrer, a la tercera temporada de la sèrie de drama criminal d'AMC The Killing, emesa el 2013. En escriure sobre el paper de Bullet, Taylor-Klaus va dir: "Ser actor és voler visitar els llocs foscos dels quals els humans s'esforcen tant per allunyar-se". Entre el 2013 i el 2015, va interpretar el paper recurrent de Sin a la sèrie televisiva de superherois de The CW Arrow.
L'artista va obtenir més èxit amb el seu paper protagonista d'Audrey Jensen, una adolescent bicuriosa que ajuda els seus amics a investigar un assassí en sèrie, a les dues primeres temporades (2015–2016) de la sèrie de terror de MTV Scream. Després de guanyar protagonisme amb els papers a The Killing i Arrow, va passar a interpretar diversos papers puntuals en nombroses sèries de televisió, incloses Glee i iZombie.
El 2014 es va iniciar en el doblatge posant veu a dos personatges en un episodi de la sèrie Robot Chicken, i dos anys més tard va començar a ser la veu de Katie "Pidge" Holt, protagonista de la sèrie d'animació de Netflix Voltron: Legendary Defender (2016–2018). Va tornar a interpretar Pidge en el videojoc DreamWorks Voltron VR Chronicles de 2017 i va donar veu a Keo Venzee a Star Wars: Squadrons, un videojoc de 2020.
El 2018 va tenir un paper protagonista com Taylor a la pel·lícula de terror slasher Hell Fest. El mateix any va interpretar Hannah Perez a la pel·lícula de comèdia musical Dumplin', que és una adaptació cinematogràfica de la novel·la per a joves de Julie Murphy, a la llista de les més venudes segons The New York Times; la pel·lícula, que protagonitza Jennifer Aniston, va ser dirigida per Anne Fletcher. Taylor-Klaus també va interpretar Violette Paich a la pel·lícula de terror de Mario Sorrenti Discarnate (2018).
L'any 2019 va entrar a la tercera temporada de la sèrie adolescent de Netflix 13 Reasons Why donant vida a Casey Ford, i el 2020 va ser Breanna Bishop a la sèrie de la FOX Deputy.

## Vida privada
Quan estava a l'escola primària se li va diagnosticar trastorn per dèficit d'atenció amb hiperactivitat i va practicar diversos esports, entre ells el beisbol, que segons Taylor-Klaus van ajudar a controlar-lo.
Taylor-Klaus té un gos a qui va anomenar Bullet pel seu primer paper important a The Killing.
El novembre de 2016, Taylor-Klaus va sortir de l'armari com a homosexual a Twitter, on va dir: "hola, em dic bex i sí, els rumors són certs sóc homosexual". El juliol de 2018, va fer-ho com a persona no-binària en un tuit similar i va declarar que els seus pronoms de preferència són they/them. El mateix any va dir també que era una persona trans no-binària.
L'agost de 2019, es va comprometre amb la seva xicota, l'actriu Alicia Sixtos, (The Avengers, The Fosters) i van casar-se l'octubre de 2020.
L'abril de 2022 va explicar en una entrevista la seva experiència a l'hora de fer-se una operació de cirurgia superior per extirpar-se els pits.

## Filmografia principal
| Any       | Títol                                                         | Personatge                            | Format             | Notes                                       |
| --------- | ------------------------------------------------------------- | ------------------------------------- | ------------------ | ------------------------------------------- |
| 2012      | Mental Intervention                                           | Debbie                                | curtmetratge       |                                             |
| 2013      | Last Seen                                                     | Becca                                 | curtmetratge       |                                             |
| 2013      | The Killing                                                   | Bullet                                | sèrie de televisió | Personatge principal (9 episodis)           |
| 2013–2019 | Arrow                                                         | Cindy / Sin                           | sèrie de televisió | Personatge recurrent (9 episodis)           |
| 2014      | House of Lies                                                 | Lex                                   | sèrie de televisió | Personatge recurrent (6 episodis)           |
| 2014      | Longmire                                                      | Vivian                                | sèrie de televisió | Episodi: "Of Children and Travelers"        |
| 2014      | Robot Chicken                                                 | Hermione Granger / Abby the Cow (veu) | sèrie de televisió | Episodi: "The Hobbit: There and Bennigan's" |
| 2014      | The Night Is Ours                                             | Morgan                                | curtmetratge       |                                             |
| 2015      | Riley                                                         | Riley                                 | curtmetratge       |                                             |
| 2015      | The Last Witch Hunter                                         | Bronwyn                               | llargmetratge      |                                             |
| 2015      | The Social Experiment                                         | Leyna                                 | sèrie de televisió | Personatge recurrent (5 episodis)           |
| 2015      | The Librarians                                                | Amy Meyer                             | sèrie de televisió | Episodi: "And the Rule of Three"            |
| 2015      | Glee                                                          | Goth Girl                             | sèrie de televisió | Episodi: "2009"                             |
| 2015      | iZombie                                                       | Teresa Giovanni                       | sèrie de televisió | 2 episodis                                  |
| 2015–2016 | Scream                                                        | Audrey Jensen                         | sèrie de televisió | Personatge principal (24 episodis)          |
| 2016–2018 | Voltron, el defensor llegendari (Voltron: Legendary Defender) | Katie "Pidge" Holt (veu)              | sèrie de televisió | Personatge principal (73 episodis)          |
| 2018      | Here and Now                                                  | Dex Reynolds                          | sèrie de televisió | 2 episodis                                  |
| 2018      | Hell Fest                                                     | Taylor                                | llargmetratge      |                                             |
| 2018      | Discarnate                                                    | Violette Paich                        | llargmetratge      |                                             |
| 2018      | Dumplin'                                                      | Hannah Perez                          | llargmetratge      |                                             |
| 2019      | Blackbird                                                     | Chris                                 | llargmetratge      |                                             |
| 2019      | 13 Reasons Why                                                | Casey Ford                            | sèrie de televisió | Personatge recurrent                        |
| 2020      | Deputy                                                        | Brianna Bishop                        | sèrie de televisió | Personatge principal                        |
| 2020      | Triage                                                        | Dra. Leonora / Leo Price              | telefilm           | Episodi pilot d'una sèrie                   |
| 2021      | Adventure Time: Distant Lands                                 | Blaine                                | sèrie de televisió | Episodi: "Wizard City"                      |
| 2023      | Trim Season                                                   | Dusty                                 | llargmetratge      | [ 34 ]                                      |
| 2023      | Re-Election                                                   | Noa                                   | llargmetratge      | [ 35 ]                                      |